# 夸拉克
夸拉克（法語：Coirac，法語發音：[kwaʁak]）是法国吉伦特省的一个市镇，属于朗贡区。

## 地理
夸拉克（44°41'29"N, 0°10'4"W）面积5.76 平方千米，位于法国新阿基坦大区吉倫特省，该省份为法国西南部沿海省份，是法國本土面积最大的省，北起滨海夏朗德省，西临大西洋，南至朗德省，东南接洛特-加龍省，东临多爾多涅省。
与夸拉克接壤的市镇（或旧市镇、城区）包括：马特尔、卡斯泰尔维耶勒、多贝兹、戈尔纳克、圣布里斯。

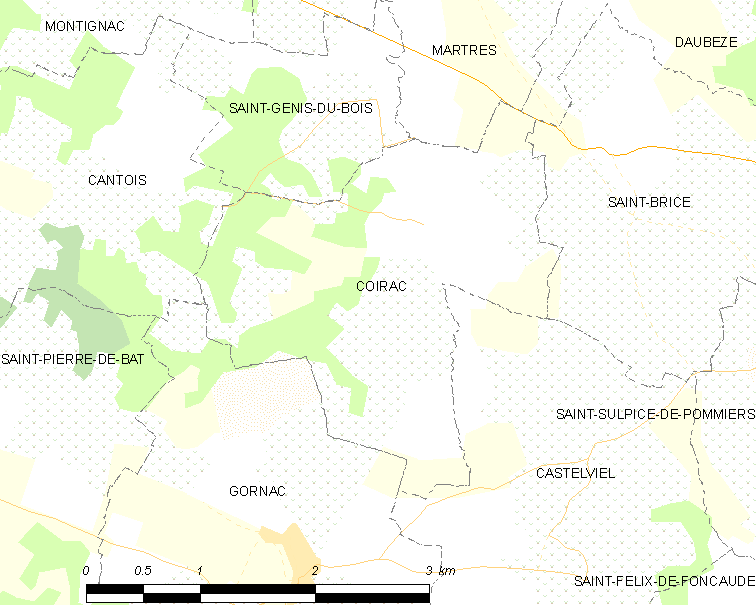
夸拉克的OSM定位图

夸拉克的时区为UTC+01:00、UTC+02:00（夏令时）。

## 行政
夸拉克的邮政编码为33540，INSEE市镇编码为33131。

## 政治
夸拉克所属的省级选区为海间县。

## 人口

1962-2008年间夸拉克人口变化图示

夸拉克于2022年1月1日时的人口数量为217人。